# Тлас, Фирас
Фирас Тлас (араб. فِرَاس طَلَاس‎; род. 20 августа 1960, Дамаск) — сирийский бизнесмен и член влиятельной суннитской семьи, имевший тесные отношения с бывшим президентом Сирии Хафезом Асадом, но перешедший на сторону повстанцев во время гражданской войны в Сирии.
Известен как выдающийся бизнес-магнат и «сахарный король» Сирии, а также как самый богатый человек Сирии. Также получил известность как партнёр по совместному предприятию французской цементной компании Lafarge.

## Биография
Родился в Дамаске 20 августа 1960 года в семье Мустафы Тласа, бывшего министра обороны Сирии с 1972 по 2004 год. Имеет черкесское и турецкое происхождения. Его семья была второй самой известной суннитской семьёй в Сирии, известной своей поддержкой правительства, после Аль-Асада. Известно, что представители семьи Тлас в разное время работали на османских сюзеренов, а также на французских оккупантов после Первой мировой войны. Манаф Тлас, дезертировавший в 2012 году старший военный чиновник, является его младшим братом.
Окончил учёбу в 1978 году. Изучал деловое администрирование в Дамасском университете, получив степень бакалавра гуманитарных наук по экономике в 1984 году. Был отправлен во Францию, чтобы изучать французский язык и получить степень в области коммерции в Париже. Тогда же он основал компанию Min Ajl Suriyya (MAS), занимающуюся различными видами коммерческой деятельности, начиная от обжарки кофейных зерен до производства металла, консервов и молочных продуктов.
В 1999 году установил деловые отношения с Ираком и участвовал в некоторых коммерческих и промышленных контрактах между Сирией и Ираком.
В 2004 году Фирас оказывал финансовую помощь веб-сайту Syria News, который принадлежал Сирийскому экономическому центру (SEC). В 2010 году запустил EFG Hermes Syria совместно с EFG Hermes, ведущим египетским инвестиционным банком в арабском мире, в дальнейшем стал председателем фирмы Palmyra-SODIC, занимающейся развитием недвижимости в Пальмире.
До 2005 года состоял в партии Баас. В дальнейшем выступал за улучшение отношений с США, что в сподвигло его на критику режима Башар Асада. Так, 26 июля 2012 года он заявил, что неоднократно помогал повстанцам в Свободной сирийской армии под руководством двоюродного брата Абдула Раззака Тласа.
Женат на Лубне Алсуфи, представительнице одной из ведущих суннитских семей Латакии.